# Warum hab’ ich bloß 2x ja gesagt?
Warum hab’ ich bloß 2x ja gesagt? ist eine deutsch-italienische Filmkomödie von Franz Antel aus dem Jahr 1969. Der Film lief auch unter dem Alternativtitel Der liebestolle Schlafwagenschaffner.

## Handlung
Der Italiener Vittorio Coppa arbeitet als Schlafwagenschaffner und pendelt so regelmäßig zwischen München und Rom. Da er der Ansicht ist, dass wahre Liebe nur in Verbindung mit der Ehe existiert, ist er heimlich gleich zweimal verheiratet. In Rom lebt er mit Teresa zusammen, während in München Ehefrau Ingrid auf ihn wartet. Stets wechselt er auf dem Weg zur anderen Ehefrau seinen Ehering sowie das Porträtbild in seinem Kettenanhänger. Während der Fahrten wiederum widersteht er jeder Verführungskunst, unterstützt jedoch andere Liebende, darunter von Weiland, der eine heimliche Schlafwagenaffäre mit der Tochter des Verkehrsministers Mauro Carlotti, Marisa, hat.
Als er in Rom von seiner empörten Frau und zahlreichen klagenden Familienangehörigen empfangen wird, glaubt er, dass sein Geheimnis entdeckt wurde. Es ist jedoch sein Schwager Roberto, der mit einer Deutschen fremdgeht. Zum Schein klagt Vittorio Roberto an und lobt das heilige Ideal der Ehe. Teresa ist stolz auf ihn und näht ihm einen Knopf an seiner Jacke an, dessen Fehlen bereits Ingrid in München aufgefallen war. Ingrid reagiert daher auch irritiert, als der Knopf bei Vittorios Rückkehr sauber an der Jacke angenäht ist. Sie glaubt, dass ihr Mann bei seinem Aufenthalt in Rom regelmäßig im Schaffnerheim übernachtet, in dem nur Männer wohnen. Vittorio gibt vor, ausgezogen und nun privat bei einer Familie zu leben. Weil Vittorio aber auch eine Packung Antibabypillen bei sich hat – er verabreicht sie heimlich Teresa, um eine Schwangerschaft zu vermeiden, während Ingrid die Pille aus eigenem Antrieb nimmt – wird sie misstrauisch.
Vittorio muss seinen Geburtstag auf der Strecke München–Rom verbringen. Am Bahnhof in Rom wird er von Ingrid erwartet und glaubt sich zunächst in München. Ingrid jedoch wollte ihn überraschen und ist mit dem Flugzeug nach Rom geflogen. Da Teresa wiederum glaubt, den Geburtstag von Vittorio mit ihm feiern zu können, entspannt sich in den nächsten Stunden ein hektisches Treiben. Vittorio gelingt es zunächst, mit verschiedenen Ausflüchten Zeit mit beiden Frauen verbringen zu können. Bei einem Essen mit Ingrid trifft er Roberto, der ungläubig reagiert, als Ingrid ihm als Vittorios Ehefrau präsentiert wird.
Plötzlich erhält Vittorio die Nachricht, dass die Eisenbahner streiken und keine Züge mehr fahren. Einmal hat ein solcher Streik mehr als zwei Wochen gedauert, daher reagiert Vittorio schnell: Er wird zum aktiven Fürsprecher gegen den Streik und hält am Bahnhof so engagierte Reden gegen die Arbeitsniederlegung, dass die Gewerkschaft den Streik schließlich aufgibt. Die Züge fahren wieder, und Ingrid kehrt am nächsten Tag nach München zurück. Es ist schließlich Vittorios Arbeitgeber Weichbrodt, der das Geheimnis aufdeckt. Er ruft Teresa an und redet ihr ein, dass sie doch eigentlich in München wohne. Roberto berichtet Teresa, dass Vittorio eine zweite Frau in München hat, und Teresa fährt nun nach München. Ingrid hält sie für das neue Stubenmädchen. Wenig später erscheint Vittorio und sieht als erstes Teresa. Er glaubt, er sei in Rom, doch erscheint wenig später Ingrid, und Vittorio ist beruhigt, wirklich wie ursprünglich gedacht in München zu sein. Teresa offenbart Ingrid nun, dass auch sie eine Ehefrau von Vittorio ist. Beide Frauen erteilen Vittorio nun eine Lehre und verwirren ihn so sehr, dass er am Ende nicht mehr weiß, wo er ist.
Er verrichtet jedoch weiterhin seinen Dienst als Schlafwagenschaffner und wird bei seiner Ankunft in Rom zu Verkehrsminister Mauro Carlotti gerufen. Der will ihm danken, dass er den Streik gebrochen und damit auch die Regierung gerettet hat, doch Vittorino glaubt, er soll wegen seiner Doppelehe angeklagt werden. Er gesteht Mauro, mit zwei Frauen verheiratet zu sein. Kurz darauf wird gegen ihn vor Gericht verhandelt. Tatsächlich kann nicht festgestellt werden, welche der beiden Ehen gültig ist. Beide wurden am selben Tag geschlossen, und auf dem Trauschein steht keine Uhrzeit. Bevor der Richter beide Ehen für gültig erklären kann, erscheint Serafina, die eigentliche Frau Vittorios, die er lange vor Ingrid und Teresa geheiratet hatte. Vittorio wird zu einem Jahr Gefängnis verurteilt. Aus der Haft entlassen, ist seine neue Reisestrecke nun Rom–Paris. Wenig später sieht man Vittorio Arm in Arm mit seiner neuen, zweiten und nun Pariser Ehefrau.

## Produktion
Die Meldung über einen Schlafwagenschaffner, der gleichzeitig mit zwei Frauen verheiratet war, sah Franz Antel als geeigneten Filmstoff an. Er wandte sich an Drehbuchautor Kurt Nachmann, der eine entsprechende Story erfinden sollte. Die Atelieraufnahmen entstanden in Budapest.
Die Außenaufnahmen wurden in München und Rom gedreht. Warum hab’ ich bloß 2x ja gesagt erlebte am 5. September 1969 seine Kinopremiere. Ursprünglich ab 18 Jahren freigegeben, hat der Film inzwischen eine FSK 16. Er erschien unter anderem 2009 im Rahmen der DVD-Reihe Kult-Klassiker. Italienischer Titel ist Professione bigamo.
Die Bauten stammen von Ferry Windberger, die Kostüme schufen Mauro Vigheti und Helca Zaar. Die Produktionsleitung lag bei Kurt Kodal.

## Kritik
Für den film-dienst war Warum hab’ ich bloß 2x ja gesagt? ein „weithin schmuddeliger, nur stellenweise witziger Schwank.“ Der Evangelische Film-Beobachter zog folgendes Fazit: „Dieses groteske deutsch-italienische Farb-Lustspiel hätte amüsant werden können, wurde jedoch durch überflüssige Sex-Attribute und einen Tiefschlag gegen die Ehemoral nur geschmacklos und peinlich. Ohne jede Befürwortung.“